# Jonathan Taylor Thomas

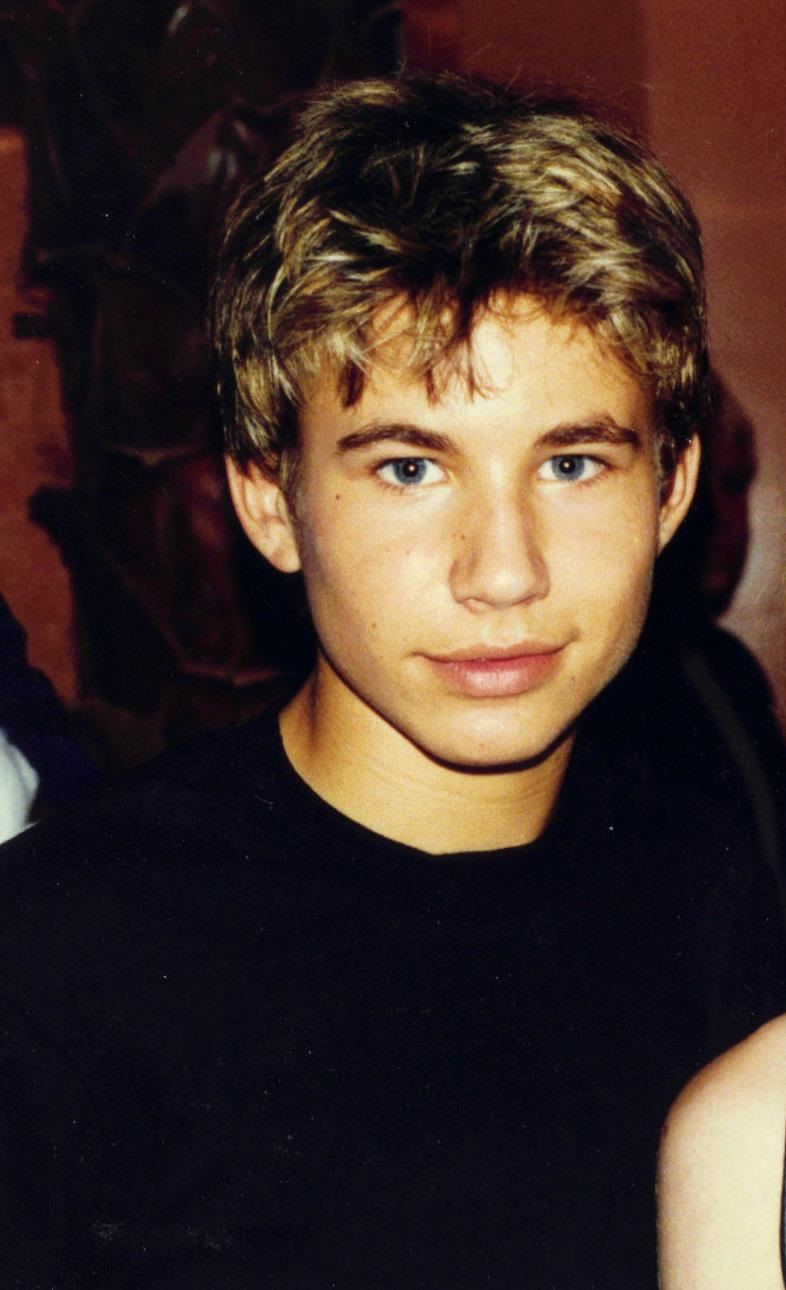
Jonathan Taylor Thomas (1998)

Jonathan Taylor Thomas (* 8. September 1981 in Bethlehem, Pennsylvania; gebürtig Jonathan Taylor Weiss) ist ein US-amerikanischer Schauspieler. Bekannt wurde er als Randy Taylor in der Sitcom Hör mal, wer da hämmert.

## Leben
Thomas wurde in Bethlehem, Pennsylvania, in der Lehigh Valley Region als Sohn von Stephen Weiss und Claudine Taylor geboren. 1991 ließen sich seine Eltern scheiden. Er hat deutsch-jüdische und portugiesische Ahnen. Er hat einen Bruder namens Joel Thomas Weiss, dessen zweiten Vornamen er als seinen Nachnamen adaptierte, um Verwechslungen mit dem bereits bekannten Darsteller Jonathan Weiss zu umgehen.
Nach einigen Semestern an der Harvard-Universität wechselte er an die University of St Andrews in Schottland als Auslandsstudent. Im Jahr 2010 machte er einen Abschluss in General Studies an der Columbia University School of General Studies.
Er ist ein Gegner der Abtreibung und war zeitweise auch in einigen Organisationen gegen Abtreibung aktiv tätig. Außerdem ist er seit frühester Jugend Vegetarier.

## Karriere
1990 ging er mit seiner Familie nach Roseville, Kalifornien, wo er im Alter von acht Jahren für einen Burger-King-Werbespot gecastet wurde. 1987 erhielt er die Synchronsprecherrolle des Hundes Spot in der Disneyproduktion The Adventures of Spot. Außerdem lieh er dem jungen Simba in Der König der Löwen sowie der Hauptfigur in Die Legende von Pinocchio seine Stimme.
Berühmt wurde Thomas schon in jungen Jahren durch seine Rolle als Randy (Randall William Taylor) in der Heimwerker-Sitcom Hör mal, wer da hämmert (Originaltitel: Home Improvement). In der letzten Staffel schied Jonathan Taylor Thomas, als einziger Stammschauspieler, vorzeitig aus der Serie aus. Auch für den finalen Dreiteiler – Abschied vom Heimwerkerkönig – und Das Backstage-Special: Hör' mal wer da hämmert kehrte er nicht zurück. Er absolvierte nach seinem Ausscheiden allerdings noch drei Gastauftritte in den Folgen 177 Der Raftingtrip, 178 Der Nestflüchter und 187 Ein Fest der Liebe? In der Serie wurde dies damit erklärt, dass er mit seiner damaligen Freundin Lauren an einem einjährigen Umweltschutzprogramm in Costa Rica teilnimmt.
1998 spielte er die Hauptrolle im Film Eine wüste Bescherung (Originaltitel: I'll Be Home for Christmas). Außerdem ist er unter anderem in den Filmen Tom and Huck, Wild America, Walking Across Egypt und Common Ground zu sehen. 1999 spielte er in Speedway Junky einen Stricherjungen in Las Vegas.
Bis 2005 war er regelmäßig in Film- und Fernsehproduktionen zu sehen. Danach trat er von 2013 bis 2015 in vier Episoden von Last Man Standing auf. In den Jahren 2013, 2014 und zuletzt 2016 inszenierte er eine Folge der Serie. Seither trat er nicht mehr als Schauspieler und Regisseur in Erscheinung.

## Weiteres
In Deutschland wurde er unter anderem von David Lütgenhorst, Clemens Ostermann, Butz Combrinck, Jan-David Rönfeldt, Sebastian Schulz, Julien Haggège und Tobias Müller synchronisiert.

## Filmografie (Auswahl)

### Fernsehserien
- 1990: The Bradys (zwei Folgen)
- 1991–1998: Hör mal, wer da hämmert (Home Improvement)
- 2001: Ally McBeal (eine Folge)
- 2002–2004: Smallville (zwei Folgen)
- 2004: Meine wilden Töchter (8 Simple Rules for Dating My Teenage Daughter, drei Folgen)
- 2005: Veronica Mars (eine Folge)
- 2013–2015: Last Man Standing (vier Folgen)

### Filme
- 1990: The Living Colors
- 1995: Tom und Huck
- 1995: (K)ein Vater gesucht (Man of the House)
- 1996: Die Legende von Pinocchio (The Adventures of Pinocchio)
- 1997: Wild America
- 1998: I woke up early the day…
- 1998: Eine wüste Bescherung (I'll Be Home for Christmas)
- 1999: Speedway Junky
- 1999: Wesleys Feuerprobe (Walking Across Egypt)
- 2000: Common Ground
- 2001: An American Town
- 2001: Sonny Bright
- 2002: The Right Steps
- 2005: Tilt-A-Whirl (Kurzfilm)
- 2006: The Extra (Kurzfilm)

### Sprechrollen
- 1991: Adventures in Odyssey
- 1994: Der König der Löwen (The Lion King)
- 1994: The Adventures of the Spot
- 1996: Christmas In Oz
- 1996: Toto Lost In New York
- 1996: Who Stole Santa?
- 1996: The Oz Kids
- 1996: The nome prince…
- 2000: Expedition der Stachelbeeren (The Wild Thornberrys, sechs Folgen)
- 2000: Die Geschichte vom Teddy, den niemand wollte (The Tangerine Bear: Home in Time for Christmas!)
- 2000: Timothy Tweedle
- 2003: Die Simpsons (The Simpsons, eine Folge)
- 2005: Thru the Moebius Strip

## Auszeichnungen
Nick Kids’ Choice Awards:
- Beliebtester Fernsehschauspieler: Hör mal, wer da hämmert (1998)
- Hall of Fame Award (1999)

Young Artist Awards:
- Bestes Schauspielensemble – Serie: Hör mal, wer da hämmert (1994)
- Bester Jungschauspieler in einem Synchronisationsfilm: Pinocchio (1997)

ShoWest Convention:
- Jungschauspieler des Jahres (1996)

Hollywood Reporter’s Award:
- Bester Darsteller in einer Fernsehserie – Komödie: Hör mal, wer da hämmert (1995)